# تويو أكه (آيتشي)
تويواكي مدينة تقع ضمن محافظة آيتشي في اليابان، تأسست في 8/1/1972، بلغ عدد تعداد سكانها في 1 يناير – 2008 حوالي 69124 مساحتها الإجمالية حوالي 23.18 كم٢ لتصبح كثافة سكانها 2982 نسمة لكل كيلو متر مربع.

## توأمة
لتويو أكه (آيتشي) اتفاقيات توأمة مع كل من:
- شيبارتون
- بلغاريا
- تويونه [الإنجليزية]‏
- أغيماتسو [الإنجليزية]‏